# Elisabeth Langgässer
Elisabeth Langgässer (Alzey, 23 febbraio 1899 – Karlsruhe, 25 luglio 1950) è stata una scrittrice e poetessa tedesca.

## Biografia

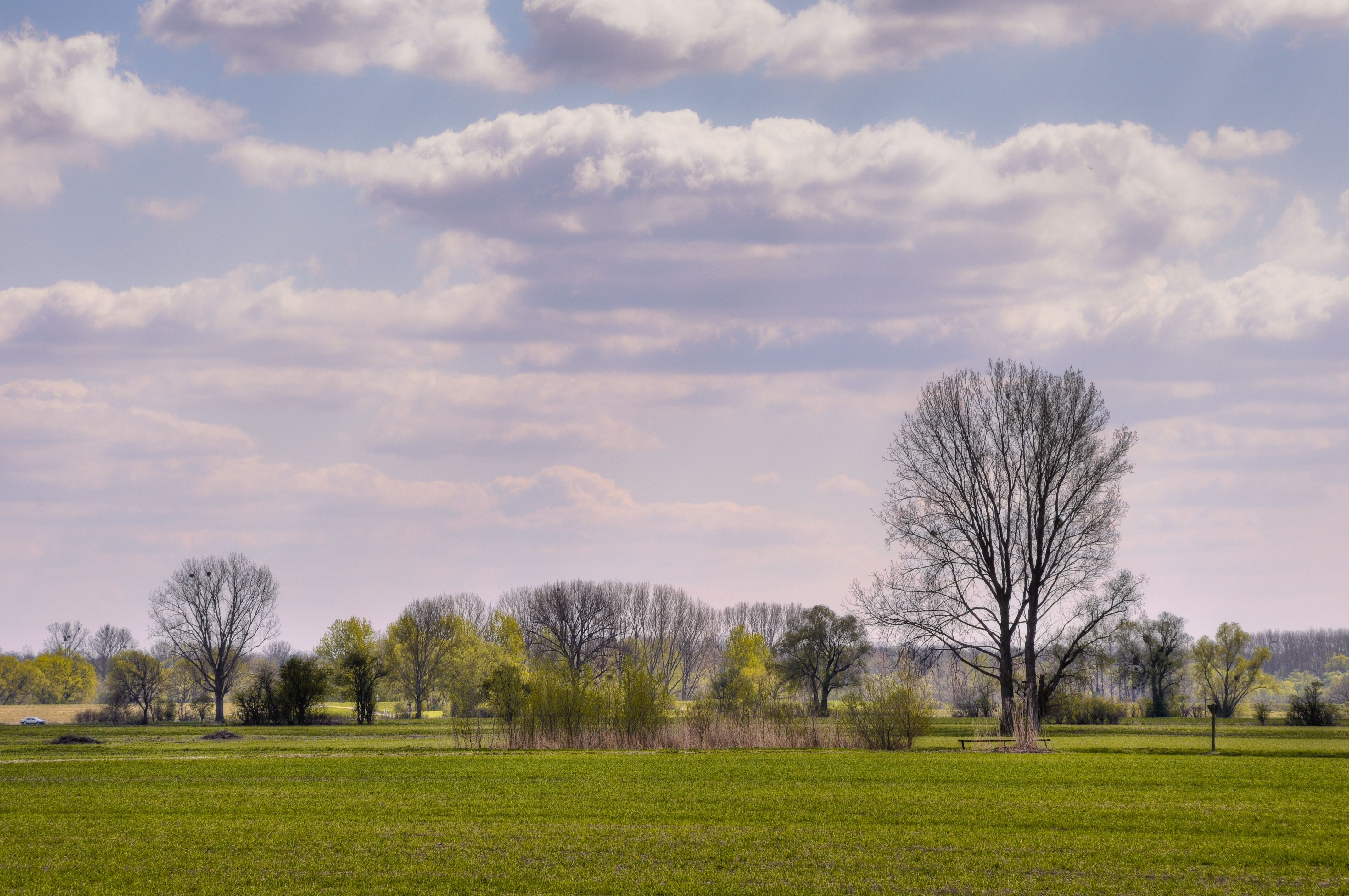
I paesaggi descritti da Elisabeth Langgässer nel libro Der Gang durch das Ried (La passeggiata attraverso il Ried, 1936)

La Langgässer nacque in una famiglia benestante, figlia dell'architetto di origine ebraica Eduard Langgässer, convertito al cattolicesimo dopo il suo matrimonio con la moglie Eugenia, ed effettuò la sua carriera di studi a Darmstadt, incominciando nel 1922 a lavorare come maestra a Seligenstadt e Griesheim.
Si dedicò sin da giovane alla letteratura e nel 1924 esordì con la raccolta di poesie intitolata Der Wendekreis des Lammes. Ein Hymnus der Einlösung (Il tropico dell'Agnello. Un inno di redenzione).
Le successive liriche pubblicate sulla rivista Frankfurter Zeitung e le sue collaborazioni culturali con il giornale Rhein-Mainischen Volkszeitung, la resero popolare.
Dalla relazione con il politologo Hermann Heller ebbe una figlia, la giornalista Cordelia Edvardson. A causa della maternità, nel 1928 la Langgässer abbandonò temporaneamente l'insegnamento e la letteratura, per riprenderli due anni dopo a Berlino, pubblicando sulla rivista Die Kolonne.
Dal 1933 si dedicò ai radiodrammi, e negli stessi anni frequentò il filosofo Wilhelm Hoffmann, che sposò il 26 luglio 1935, con il quale ebbe tre figlie femmine.

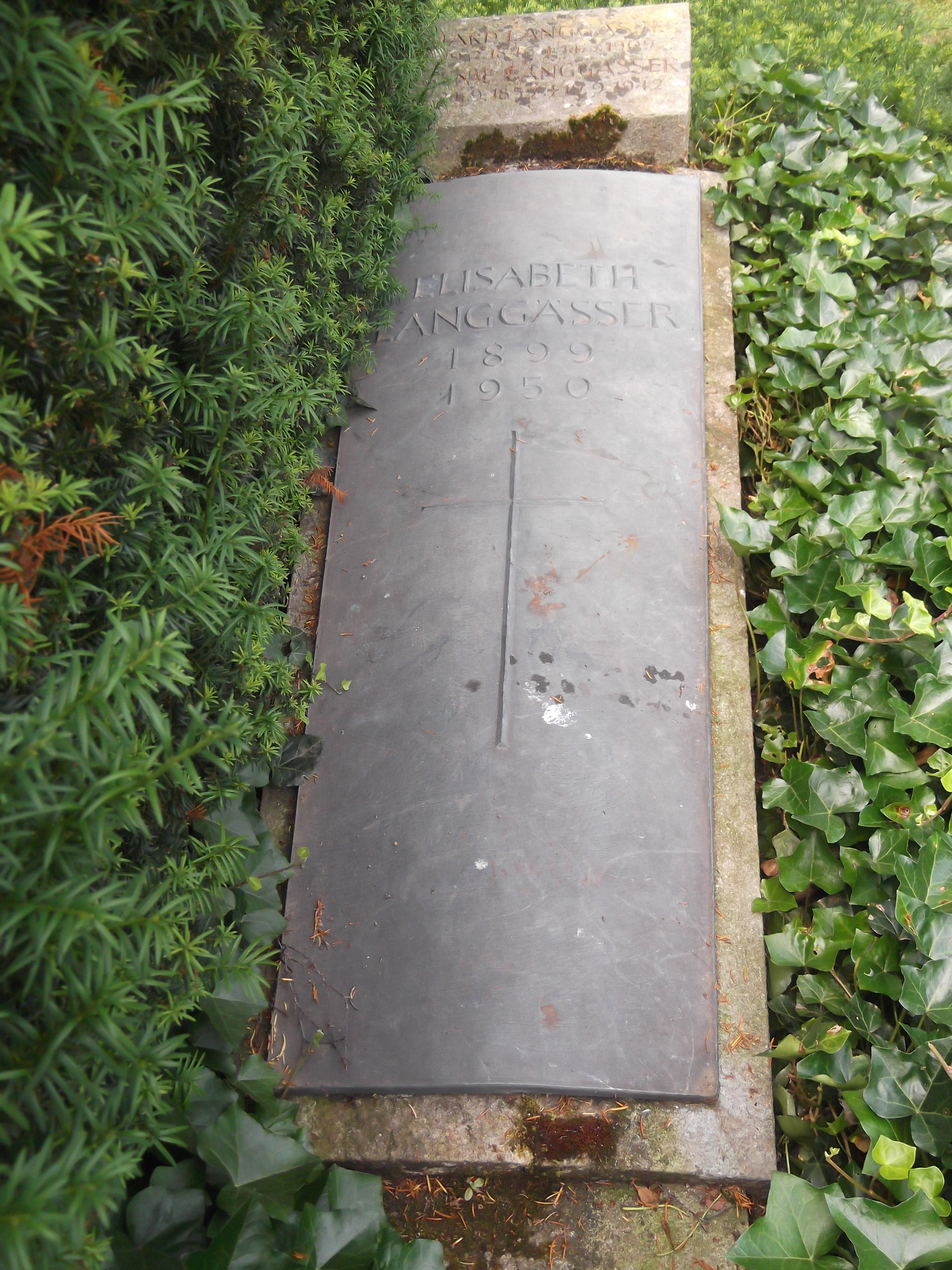
Tomba di Elisabeth Langgässer a Darmstadt

I suoi lavori successivi furono il racconto autobiografico Proserpina. Welt eines Kindes (Proserpina. Mondo di una bambina, 1932), Grenze. Besetztes Gebiet. Ballade eines Landes (Confine. Area occupata. Ballata di un paese, 1932) e Tryptichon des Teufels (Trittico del diavolo, 1932).
Nel 1935 la Langgässer pubblicò la raccolta Tierkreisgedichte (Poesie zodiacali) e l'anno seguente il romanzo Der Gang durch das Ried (La passeggiata attraverso il Ried, 1936).
Nel 1938 riuscì a dare alle stampe, nonostante la censura,Rettung am Rhein. Drei Schicksalsläufe (Salvataggio sul Reno. Tre corse del destino).
In quegli anni drammatici, sua figlia Cordelia dovette portare la stella di David e fu trasferita dapprima a Theresienstadt e poi ad Auschwitz, invece lei lavorò in una fabbrica di munizioni dal 1942.
Dopo la seconda guerra mondiale la Langgässer ultimò il suo romanzo più importante, Das unauslöschliche Siegel (Il sigillo incancellabile, 1946); dopo un trasferimento a Rheinzabern, pubblicò la raccolta di brevi racconti Der Torso (Il busto, 1948).
Nel 1950 diventò membro dell'Accademia delle scienze e della letteratura di Magonza, dove insegnò letteratura, ma a causa della sclerosi multipla le sue condizioni di salute peggiorarono e il 25 luglio 1950 morì a Karlsruhe.
Uscì postumo il romanzo Märkische Argonautenfahrt (Viaggio di Argonauti nella Marca, 1951).
Nel 1950 la Langgässer ottenne il premio Büchner e dal 1988 è stato istituito ad Alzey, in suo onore, un premio letterario triennale.

## Stile e pensiero poetico

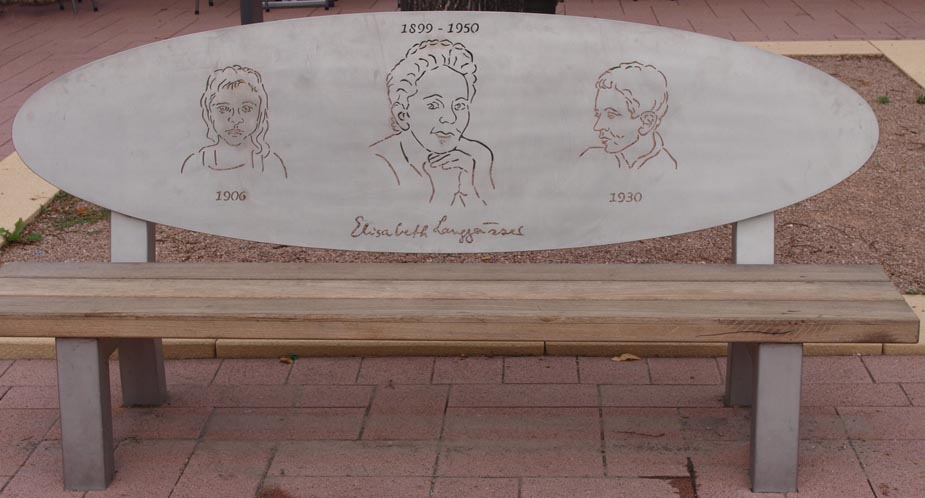
Panchina dedicata alla memoria di Elisabeth Langgässer, ad Alzey

La Langgässer, dal 1929, durante il suo soggiorno berlinese, si avvicinò al gruppo dei poeti espressionisti collaboranti con la rivista Die Kolonne.
La Langgässer, anche lei convertita al cattolicesimo, evidenziò una sua peculiare idea della fede, manifestata nelle sue poesie di argomento spirituale e con contenuti simbolici profondi, costituita non da un abbandono mistico, quanto piuttosto da una 'stretta via' di grande impegno morale e speculativo.
Le sue opere, basate su tematiche filosofiche e morali, si caratterizzarono per il tema centrale dell'impegno di liberarsi dal peccato ed avvicinarsi a Dio, oltre che per le profonde descrizioni della natura, per la ricerca formale, per un linguaggio conciso e musicale.
Il romanzo Märkische Argonautenfahrt, incentrato sul viaggio di sette protagonisti verso un convento, ognuno dei quali si impegna per liberarsi del proprio peccato principale. La sua opera venne definita surrealistica ed allegorica, anche se sono presenti descrizioni reali del male e toni di incitamento e alla lotta contro il male.
Nel suo capolavoro Das unauslöschliche Siegel, elogiato da Hermann Broch e Thomas Mann, incentrato sulla conversione di un intellettuale e borghese ebreo, che raggiunge la Grazia dopo una sua iniziale mancanza di fede, i personaggi assistono alla grande lotta tra Dio e Satana, e la Langgässer affermò l'incapacità di tutti i sistemi umani di conoscenza, sociali e politici, per risolvere i problemi esistenziali fondamentali dell'umanità e che l'unica speranza e fiducia va riposta nella fede. L'opera risultò ispirata dai tragici avvenimenti bellici e dal regime nazionalsocialista.

## Opere principali

Il logo scolastico dell'Elisabeth-Langgässer-Gymnasium.

- Der Wendekreis des Lammes (Il tropico dell'Agnello. Un inno di redenzione), poesie, 1924;
- Proserpina. Welt eines Kindes (Proserpina. Mondo di una bambina), racconto, 1932;
- Grenze. Besetztes Gebiet. Ballade eines Landes (Confine. Area occupata. Ballata di un paese), cronaca, 1932;
- Tryptichon des Teufels (Trittico del diavolo), racconto, 1932;
- Frauen als Wegbereiter: Amalie Dietrich (Le donne come pioniere: Amalie Dietrich), radiodramma, 1933;
- Der Sturz durch die Zeitalter (La caduta attraverso i secoli), radiodramma, 1933;
- Flandrischer Herbst (Autunno delle Fiandre), radiodramma, 1933;
- Sterne über den Palatin (Stelle sul Palatino), radiodramma, 1933;
- Ahnung und Gegenwart (Presenza e presente), radiodramma, 1933;
- Die Tierkreisgedichte (Poesie zodiacali), poesie, 1935;
- Der Gang durch das Ried (La passeggiata attraverso il Ried), romanzo, 1936;
- Rettung am Rhein. Drei Schicksalsläufe (Salvataggio sul Reno. Tre corse del destino), racconti, 1938;
- Das unauslöschliche Siegel (Il sigillo incancellabile), romanzo, 1946;
- Der Laubmann und die Rose (Il fogliame umano e la rosa), poesie, 1947;
- Der Torso (Il busto), racconti brevi, 1948;
- Die getreue Antigone (Il fedele Antigone), racconto breve, 1947;
- Das Labyrinth (Il labirinto), racconti brevi, 1949;
- Märkische Argonautenfahrt (Viaggio di Argonauti nella Marca), romanzo incompiuto, 1951.